# Sandy Denny
Pour les articles homonymes, voir Denny.
Sandy Denny est une autrice-compositrice-interprète britannique née le 6 janvier 1947 à Merton Park et morte le 21 avril 1978 à Wimbledon.
Elle commence à se produire sur la scène folk londonienne au milieu des années 1960 et collabore brièvement avec Strawbs avant d'être recrutée par Fairport Convention en 1968. Elle apporte au répertoire du groupe les chansons traditionnelles anglaises qu'elle interprète depuis plusieurs années et contribue ainsi au développement du folk rock britannique (en), en particulier sur le dernier album qu'elle enregistre avec le groupe, Liege & Lief (1969).
Après son départ de Fairport Convention, Sandy Denny forme Fotheringay avec son petit ami Trevor Lucas et d'autres musiciens. Le groupe ne publie qu'un seul album avant qu'elle ne le quitte pour se lancer dans une carrière solo. Elle enregistre quatre albums entre 1971 et 1977 qui ne rencontrent pas le succès et interprète en duo The Battle of Evermore avec Robert Plant sur le quatrième album de Led Zeppelin.
Sandy Denny meurt d'une hémorragie cérébrale consécutive à une chute dans des escaliers à l'âge de 31 ans. Son œuvre est redécouverte après sa mort, avec la parution de nombreuses compilations posthumes, et ses chansons ont été reprises par de nombreux artistes, en particulier Who Knows Where the Time Goes?

## Biographie

### Enfance et débuts
Alexandra Elene MacLean Denny naît le 6 janvier 1947 à l'hôpital Nelson de Merton Park, dans le Surrey. Elle est le deuxième enfant et la seule fille de Neil Denny, employé dans la fonction publique, et de sa femme Edna Marjorie Jones. Elle est d'ascendance écossaise du côté de son père, tandis que sa mère est la fille d'un père irlandais et d'une mère galloise. La musique l'intéresse dès son plus jeune âge. Elle apprend le piano et son père l'encourage à apprendre les ballades écossaises que chantait sa propre mère, mais elle se prend aussi de passion pour la musique populaire, en particulier Buddy Holly.
Après avoir passé son eleven-plus, elle est scolarisée à la Coombe Girls' School (en) de New Malden de 1958 à 1965. Durant cette période, elle se met à la guitare et commence à fréquenter les clubs de musique folk des environs, parmi lesquels The Barge, un ancien navire à charbon ancré sur un quai de Kingston upon Thames. Elle commence à s'y produire dès 1963, aux côtés de musiciens comme Bert Jansch ou l'Américain Paul Simon.
Elle travaille comme infirmière pendant six mois en 1965 entre son départ de la Coombe Girls' School et son entrée à la Kingston School of Art (en), où elle a notamment pour condisciple le guitariste folk John Renbourn. Elle se produit régulièrement dans d'autres clubs de folk, comme le Troubadour (en), à Earl's Court, ou Les Cousins (en), à Soho. Elle y côtoie des artistes qui lui font une impression durable, comme Anne Briggs ou Jackson C. Frank, qui devient brièvement son petit ami. Sa carrière musicale décolle suffisamment pour la convaincre d'arrêter ses études au bout d'une année.
C'est aussi vers 1965 qu'elle commence à écrire ses premières chansons. Ses premières démos, enregistrées en 1966-1967, comprennent de nombreuses reprises de Bob Dylan, Bert Jansch ou Jackson C. Frank, mais aussi ses propres compositions, parmi lesquelles Who Knows Where the Time Goes? et Fotheringay.

### Premiers enregistrements (1966-1967)
Devenue musicienne à plein temps, Sandy Denny commence à faire parler d'elle dans la presse spécialisée (sa première mention dans l'hebdomadaire Melody Maker figure dans le numéro du 17 décembre 1966) et sur les ondes de la BBC. Elle donne désormais des concerts non plus seulement à Londres et dans sa banlieue, mais dans toute l'Angleterre et jusqu'en Écosse.
Au printemps de 1967, elle participe à l'enregistrement de deux 33 tours pour Saga Records (en), un label spécialisé dans la publication de disques à prix réduit. Le premier, Alex Campbell and His Friends (en), paraît sous le nom du chanteur Alex Campbell (en). Elle y interprète deux chansons traditionnelles et une reprise de You Never Wanted Me de Jackson C. Frank. Sur le second, Sandy and Johnny (en), sorti sous son nom et celui de Johnny Silvo (en), elle chante six morceaux, parmi lesquels des reprises de The 3:10 to Yuma (en) et The Last Thing on My Mind (en).
Au cours de la même année, Sandy Denny rejoint Strawbs, un trio de folk composé de Dave Cousins, Tony Hooper (en) et Ron Chesterman (en). Son biographe Mick Houghton parle à ce sujet de « mariage de convenance » : même si elle répète régulièrement avec le groupe, elle continue à se produire sur scène en solo. Les quatre musiciens se rendent au Danemark en juillet 1967 pour enregistrer douze morceaux à Copenhague, dont une seule composition de Denny, Who Knows Where the Time Goes? Cousins démarche plusieurs maisons de disques pour publier ces morceaux. Le label Polydor se montre intéressé, mais demande au groupe de les réenregistrer. Sandy Denny refuse, tout comme elle rejette la proposition du petit label indépendant Major Minor Records (en). Sa collaboration avec les Strawbs prend fin peu après. Leurs enregistrements de 1967 sont finalement publiés en 1973 sous le titre All Our Own Work (en).

### Fairport Convention (1968-1969)
Après s'être séparés de leur chanteuse Judy Dyble, les cinq membres du groupe Fairport Convention organisent des auditions au mois de mai 1968 pour lui trouver une remplaçante. Une douzaine de candidates se présentent, mais ils n'hésitent pas une seule seconde après avoir entendu Sandy Denny chanter You Never Wanted Me. Le guitariste Simon Nicol (en) la décrit comme « un verre propre dans un évier rempli de vaisselle sale ». Elle donne son premier concert comme membre du groupe le 20 mai au Middle Earth (en).
What We Did on Our Holidays, deuxième album de Fairport Convention et premier avec Sandy Denny, sort en janvier 1969. S'il ne contient qu'un seul morceau composé par Denny (la ballade Fotheringay, sur les derniers jours de la reine Marie Stuart), son influence est palpable dans les reprises des chansons traditionnelles She Moves Through the Fair et Nottamun Town (en). Jusqu'alors, Fairport Convention piochait ses reprises dans le répertoire d'auteurs-compositeurs-interprètes américains comme Bob Dylan ou Joni Mitchell : c'est Sandy Denny qui encourage ses camarades à s'intéresser à la musique traditionnelle (en) de leur pays.
À la suite du départ de l'autre chanteur du groupe, Iain Matthews (en), Sandy Denny joue un rôle encore plus important dans les séances d'enregistrement de son deuxième album avec Fairport, Unhalfbricking. Il comprend deux de ses compositions, Autopsy et Who Knows Where the Time Goes?, cette dernière ayant entre-temps été enregistrée par la chanteuse américaine Judy Collins. C'est aussi elle qui propose au groupe de reprendre la chanson traditionnelle A Sailor's Life (en) et d'interpréter une version en français de If You Gotta Go, Go Now (en) de Bob Dylan. La pochette de l'album est une photo de ses parents, Neil et Edna Denny, prise devant la grille de leur jardin à Wimbledon. Les membres du groupe apparaissent derrière la grille, à l'arrière-plan.
Le 11 mai 1969, Fairport Convention donne un concert au Mothers (en) de Birmingham. Sur le chemin du retour, la camionnette du groupe a un accident sur l'autoroute M1. Deux des passagers perdent la vie, le batteur Martin Lamble (en) et Jeannie Franklyn, la petite amie du guitariste Richard Thompson, tandis que les autres sont plus ou moins grièvement blessés. Sandy Denny ne se trouvait pas dans la camionnette : elle avait préféré rentrer à Londres avec le groupe Eclection (en), dont le bassiste, l'Australien Trevor Lucas, est son petit ami. Elle est tout de même bouleversée par l'accident et la disparition de deux membres de son entourage.
Les quatre membres survivants de Fairport Convention décident de continuer et recrutent un nouveau batteur, Dave Mattacks. Le violoniste folk Dave Swarbrick (en), présent comme invité sur Unhalfbricking, rejoint le groupe à plein temps et les six musiciens quittent Londres pour se ressourcer à la campagne. C'est dans un manoir du hameau de Farley Chamberlayne, près de Hursley dans le Hampshire, que Fairport prépare son quatrième album, Liege & Lief, au cours de l'été. L'arrivée de deux nouveaux membres et le traumatisme de l'accident de camionnette les incite à abandonner complètement leur ancien répertoire au profit d'une plongée dans la musique traditionnelle anglaise, genre de prédilection de Sandy Denny, Dave Swarbrick et Ashley Hutchings. C'est ainsi que seuls deux des huit morceaux de l'album qui paraît au mois de décembre sont des compositions originales.
Le départ de Sandy Denny de Fairport Convention est annoncé en novembre 1969. Après avoir poussé le groupe à explorer le répertoire traditionnel anglais, elle souhaite paradoxalement enregistrer ses propres compositions, ce qui ne correspond pas aux désirs des autres membres. Elle veut également se rapprocher de son petit ami Trevor Lucas, dont les infidélités l'inquiètent, et envisage de collaborer professionnellement avec lui.

### Fotheringay (1970-1971)
Alors que son imprésario Joe Boyd compte bien la voir entamer une carrière solo, Sandy Denny décide au contraire de former un nouveau groupe avec Trevor Lucas, celui-ci étant libre de tout engagement depuis la séparation d'Eclection à la fin de 1969. Ils sont rejoints par le batteur d'Eclection, Gerry Conway, puis le bassiste Pat Donaldson et enfin le guitariste Jerry Donahue. D'abord baptisée « Tiger's Eye », la nouvelle formation adopte comme nom définitif Fotheringay, d'après la composition de la chanteuse.
Fotheringay donne son premier concert le 16 mars 1970 et entame peu après l'enregistrement de son premier album, simplement intitulé Fotheringay (en). Il comprend cinq morceaux écrits et composés par Sandy Denny, dont plusieurs, comme Nothing More (à propos du deuil de Richard Thompson) ou The Pond and the Stream, remontent à ses derniers mois au sein de Fairport Convention. Il inclut également une version de huit minutes de l'air traditionnel Banks of the Nile.
Le groupe donne peu de concerts et dépense son argent sans compter, pour le plus grand agacement de Joe Boyd qui s'entend par ailleurs mal avec Trevor Lucas. Les séances d'enregistrement du deuxième album de Fotheringay (en) se déroulent dans une atmosphère tendue. Le sondage annuel du magazine Melody Maker couronne Sandy Denny meilleure chanteuse britannique de l'année, ce qui renforce Boyd dans l'idée qu'elle doit se lancer en solo, une idée partagée par la maison de disques Island Records. Sous la pression, elle dissout à contrecœur Fotheringay en décembre 1970. Le groupe donne son dernier concert le 30 janvier 1971 au Queen Elizabeth Hall de Londres. Son deuxième album n'est publié qu'en 2008.

### Débuts en solo (1971-1973)

Le symbole de Sandy Denny sur la pochette du quatrième album de Led Zeppelin.

Sandy Denny n'a aucun mal à obtenir un contrat avec Island Records pour une carrière solo. En l'absence de Joe Boyd, parti poursuivre sa carrière aux États-Unis, elle enregistre son premier album, The North Star Grassman and the Ravens, avec l'aide de Richard Thompson et John Wood (en), l'ingénieur du son attitré de Fairport Convention. Les quatre autres membres de Fotheringay y participent. Il sort en septembre 1971, au moment où Sandy Denny est à nouveau couronnée meilleure chanteuse britannique de l'année par Melody Maker, et se classe dans le Top 40 des ventes au Royaume-Uni. Quelques semaines plus tard sort le quatrième album du groupe de hard rock Led Zeppelin. Il inclut The Battle of Evermore, un duo entre le chanteur Robert Plant et Sandy Denny.
Le deuxième album de Sandy Denny, simplement intitulé Sandy, sort en septembre 1972 avec une portrait de la chanteuse par le photographe David Bailey en guise de pochette. Produit par Trevor Lucas, il propose un son plus élaboré et moderne que le folk rock de son prédécesseur. Si les critiques sont bonnes (pour Stephen Holden dans Rolling Stone, il s'agit du « meilleur album d'une chanteuse anglaise de l'année »), les ventes ne le sont pas.
Pendant l'été 1972, Fairport Convention fait appel à Trevor Lucas pour produire son huitième album, Rosie. Plusieurs anciens membres du groupe se retrouvent pour l'enregistrement de la chanson-titre, dont Richard Thompson à la guitare et Sandy Denny aux chœurs. L'implication de Lucas est telle qu'il est invité à rejoindre le groupe comme membre à part entière. La possibilité qu'il lui soit infidèle pendant les tournées de Fairport Convention inquiète beaucoup la chanteuse, qui est également très déçue du manque de succès de son album Sandy.
Sandy Denny donne une tournée aux États-Unis en avril-mai 1973. Durant son passage à Los Angeles, qui coïncide avec celui de Fairport Convention, elle enregistre quelques chansons pour son troisième album solo aux studios A&M avec Trevor Lucas comme producteur et les membres du groupe comme musiciens d'accompagnement. De retour à Londres, elle termine l'album Like an Old Fashioned Waltz en août avec d'autres musiciens, parmi lesquels Danny Thompson. Quelques semaines plus tard,  le 20 septembre, elle épouse Trevor Lucas au bureau de l'état-civil de Fulham.
Avec une photographie de Gered Mankowitz pour pochette, Like an Old Fashioned Waltz est prêt à être publié au mois d'octobre, mais Island Records renâcle. Le nouvel album de Fairport Convention, Nine, sort au même moment, tandis que le single de Denny Whispering Grass (en), reprise d'un vieux standard de jazz, est un échec commercial. Sa parution est donc repoussée à l'année suivante. Sans album à promouvoir et craignant toujours l'infidélité de son mari, la chanteuse décide d'accompagner Fairport Convention en tournée au Japon et en Océanie. Elle se laisse convaincre de les rejoindre sur scène.

### Retour à Fairport Convention (1974-1975)
Le retour de Sandy Denny comme membre à part entière de Fairport Convention est officialisé en février 1974 dans les pages de l'hebdomadaire musical NME. Les tournées s'enchaînent au cours de l'année, d'abord en Scandinavie, puis aux États-Unis et enfin en Grande-Bretagne. Lorsque Like an Old Fashioned Waltz sort enfin, en juin 1974, il passe complètement inaperçu et ni la chanteuse, ni son label ne font d'effort pour le promouvoir. Le mois suivant paraît Fairport Live Convention, enregistré lors des concerts donnés par Fairport Convention avec Sandy Denny entre la fin de 1973 et le début de 1974.
À la fin de l'année, Fairport Convention entre en studio pour enregistrer un nouvel album. Sa situation financière est précaire et les musiciens savent qu'ils sont en sursis chez Island. Afin de rendre leur son plus vendeur, ils font appel au producteur Glyn Johns, réputé pour son travail avec les Who, les Rolling Stones et d'autres groupes de gros calibre. L'album qui en résulte, Rising for the Moon, se compose en majorité de compositions de Sandy Denny et n'inclut aucune reprise traditionnelle, ce qui est inhabituel pour Fairport Convention.
Rising for the Moon est bien accueilli par la critique à sa sortie, en juin 1975, mais il ne rencontre pas le succès commercial attendu et les relations entre les membres de Fairport Convention sont au plus bas. Les musiciens sont parfois considérés comme le groupe d'accompagnement de Sandy Denny, ce qu'ils n'apprécient guère, et celle-ci souffre du trac et d'aviophobie, ce qui l'incite à se réfugier dans l'alcool et la cocaïne. La chanteuse, qui a déménagé avec son mari dans le petit village de Byfield, dans le Northamptonshire, a également du mal à s'habituer à la vie à la campagne.
Après une dernière tournée au Royaume-Uni en octobre 1975, Fairport Convention implose avec les départs successifs de Jerry Donahue, Trevor Lucas et Sandy Denny à la fin de l'année. Ces départs sont annoncés dans la presse en février 1976, deux ans jour pour jour après l'annonce du retour de la chanteuse.

### Dernier album solo (1976-1977)
Quelque peu désœuvrée après la fin de son deuxième passage dans les rangs de Fairport Convention, Sandy Denny travaille sur de nouvelles chansons. Plusieurs d'entre elles évoquent à mots couverts son mariage houleux avec Trevor Lucas. C'est cependant à lui qu'elle fait appel pour produire son quatrième album solo, dont l'enregistrement prend place d'avril à juin 1976 dans plusieurs studios. Elle y chante avec une voix plus rauque qui témoigne des effets du tabac et de l'alcool. Sa sortie, prévue en octobre, est repoussée de plusieurs mois en raison de problèmes financiers chez Island Records. Rebaptisé Rendezvous, il est finalement publié en mai 1977 avec en guise de single une reprise de Candle in the Wind d'Elton John. Les critiques sont tièdes et le public, en pleine explosion du mouvement punk,  y est complètement indifférent. Island Records met un terme à son contrat en septembre 1977.
Le 12 juillet 1977, Sandy Denny donne naissance à son unique enfant, une fille nommée Georgia Rose MacLean. Isolée dans sa maison de campagne, elle éprouve de grandes difficultés à remplir son nouveau rôle de mère. Son avenir comme chanteuse semble par ailleurs compromis : elle donne une tournée à travers le Royaume-Uni au mois de novembre, mais peine à remplir les salles et un projet d'album tiré du dernier concert de cette tournée ne se concrétise pas.

### Décès (1978)

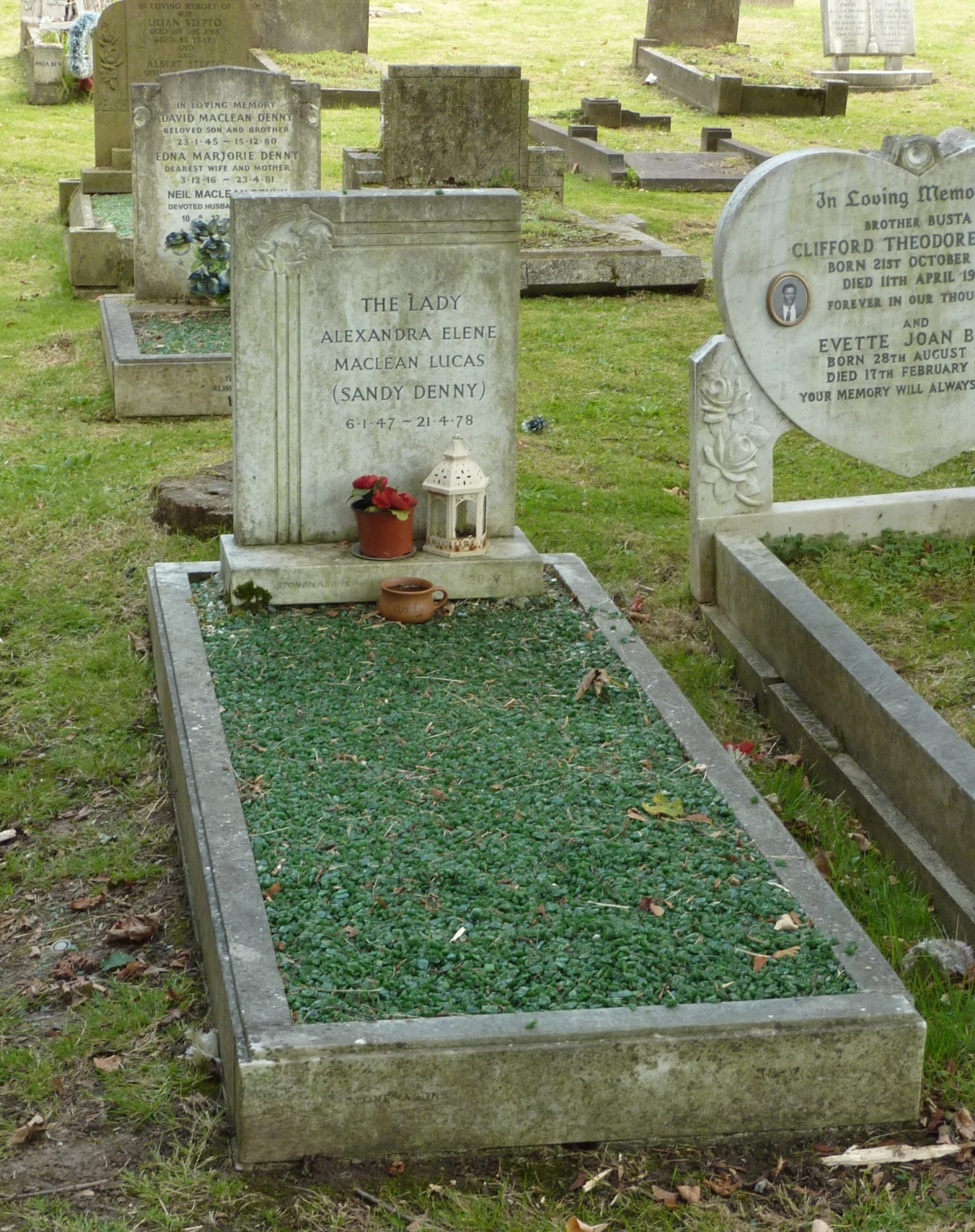
La tombe de Sandy Denny au.

En mars 1978, alors qu'elle est en vacances avec ses parents en Cornouailles, Sandy Denny chute dans des escaliers. Elle tombe à nouveau dans les escaliers chez elle quelques semaines plus tard. Craignant pour la sécurité de leur fille, Trevor Lucas décide de l'emmener avec lui à Melbourne, dans son pays natal, sans prévenir son épouse.
Le 17 avril 1978, Sandy Denny est découverte inanimée au pied d'un escalier dans l'appartement d'une amie chez qui elle était venue passer quelques jours. Plongée dans le coma, elle meurt quatre jours plus tard à l'hôpital Atkinson Morley (en) de Wimbledon sans avoir repris connaissance. Ses funérailles se déroulent le 27 avril  au cimetière de Putney Vale (en).

## Postérité
Depuis sa disparition, Sandy Denny est souvent considérée comme l'une des autrices-compositrices-interprètes majeures de la scène folk rock britannique des années 1960 et 1970. Elle se distingue des chanteuses de sa génération en ce qu'elle interprète son propre répertoire, ouvrant ainsi la voie à des artistes telles que Kate Bush, Florence Welch ou Alison Goldfrapp,.
Plusieurs compilations d'enregistrements inédits (démos, versions alternatives ou en concert) paraissent après la mort de Sandy Denny. La première est le coffret Who Knows Where the Time Goes? (en), conçu par Joe Boyd et Trevor Lucas, publié par Island Records en 1985. La gestion du catalogue de Sandy Denny est assurée par Lucas jusqu'à sa mort, en 1989, puis par sa veuve Elizabeth Hurtt-Lucas.
L'enregistrement de son dernier concert paraît finalement en 1998 sous le titre Gold Dust (en). En 2011, la chanteuse Thea Gilmore (en) met en musique des paroles inédites de Sandy Denny sur l'album Don't Stop Singing (en).

## Discographie

### En solo

#### Albums studio
- 1971 : The North Star Grassman and the Ravens
- 1972 : Sandy
- 1974 : Like an Old Fashioned Waltz
- 1977 : Rendezvous

#### Albums en concert
- 1997 : The BBC Sessions 1971–1973
- 1998 : Gold Dust (enregistré en 1977)
- 2011 : 19 Rupert Street

#### Compilations
- 1970 : It's Sandy Denny
- 1985 : Who Knows Where The Time Goes? (coffret)
- 1987 : The Best of Sandy Denny
- 1995 : The Attic Tracks 1972-1984 (avec Trevor Lucas)
- 1999 : Listen Listen: An Introduction to Sandy Denny
- 2000 : No More Sad Refrains: The Anthology
- 2002 : The Best of Sandy
- 2004 : The Collection
- 2005 : A Boxful of Treasures (coffret)
- 2007 : Live at the BBC (coffret)
- 2008 : The Music Weaver: Sandy Denny Remembered
- 2010 : Sandy Denny (coffret)
- 2012 : The Notes and the Words: A Collection of Demos and Rarities
- 2016 : I've Always Kept a Unicorn

#### Singles
- 1972 : Listen, Listen / Tomorrow Is a Long Time
- 1974 : Whispering Grass (en) / Friends
- 1977 : Candle in the Wind / Still Waters Run Deep

### Collaborations
- 1967 : Alex Campbell and His Friends (avec Alex Campbell (en))
- 1967 : Sandy and Johnny (avec Johnny Silvo (en))
- 2012 : Don't Stop Singing (avec Thea Gilmore (en))

### Comme membre d'un groupe

#### Strawbs
- 1973 : All Our Own Work (en) (enregistré en 1967)
- 1991 : Sandy Denny and the Strawbs (en) (enregistré en 1967)

#### Fairport Convention
- 1969 : What We Did on Our Holidays
- 1969 : Unhalfbricking
- 1969 : Liege & Lief
- 1974 : Fairport Live Convention (en concert)
- 1975 : Rising for the Moon
- 1987 : Heyday: the BBC Radio Sessions 1968–69
- 2011 : Ebbets Field 1974 (en concert)
- 2015 : Live 1974 (My Father's Place) (en concert)

#### Fotheringay
- 1970 : Fotheringay (en)
- 2008 : Fotheringay 2 (en) (enregistré en 1970)
- 2011 : Essen 1970 (en concert)
- 2015 : Nothing More: The Collected Fotheringay (compilation)

#### The Bunch
- 1972 : Rock On (en)

### Participations
- 1968 : Galleries de The Young Tradition (en) (piano sur Interlude: The Pembroke Unique Ensemble)
- 1970 : The Ragtime Cowboy Jew de Stefan Grossman (chœurs sur A Pretty Little Tune)
- 1971 : Rains/Reins of Changes de Marc Ellington (chœurs sur deux chansons)
- 1971 : Those Pleasant Days de Stefan Grossman (chœurs, non créditée)
- 1971 : Led Zeppelin IV de Led Zeppelin (chant sur The Battle of Evermore)
- 1971 : If You Saw Thro' My Eyes (en) de Iain Matthews (en) (piano, harmonium et chant sur trois chansons)
- 1972 : Tommy (en) du London Symphony Orchestra (chant sur It's a Boy)
- 1972 : bande originale du film Swedish Fly Girls (en) produite par Manfred Mann (chant sur quatre chansons)
- 1972 : Henry the Human Fly (en) de Richard Thompson (piano et chant sur quatre chansons)
- 1973 : Rosie de Fairport Convention (chœurs sur Rosie)
- 1973 : Clockworking Cosmic Spirits de Maggi (chœurs sur sept chansons)
- 1974 : Ribbon of Stainless Steel de Brian Maxine (en) (chœurs)
- 1975 : You Never Know / I'm Big Enough for Me de Charlie Drake (chœurs)
- 1976 : (guitar, vocal) (en) de Richard Thompson (chant sur trois chansons)